# Elisabetta di Baviera (principessa elettrice di Sassonia)
Elisabetta di Baviera (Monaco di Baviera, 2 febbraio 1443 – Lipsia, 5 marzo 1484) fu una principessa di Baviera-Monaco e per matrimonio principessa elettrice di Sassonia.

## Biografia
Era figlia del duca Alberto III di Baviera (1401–1460), e della sua seconda moglie Anna di Braunschweig-Grubenhagen (1420–1474), figlia di Eric I di Brunswick-Grubenhagen.
Il  25 novembre 1460 sposò a Lipsia il futuro principe elettore Ernesto di Sassonia (1441–1486).  Le nozze erano state concordate già dieci anni prima e, secondo gli accordi, esse avrebbero dovuto aver luogo già nel 1456.
Nel 1471 venne costruito un nuovo castello a Meißen per ospitare la coppia e la loro corte. Elisabetta svolse un ruolo essenziale nel garantire ai suoi figli un'educazione accurata ed in special modo una formazione accademica. La sua unione fu ritenuta felice.
La principessa elettrice, ritenuta l'antenata della linea ernestina di Sassonia, morì a 41 anni dopo una lunga malattia. Negli ultimi tempi ella era immobilizzata nel suo letto, e per curarla ne venne predisposto uno dotato di ruote e paranchi. Elisabetta morì quasi contemporaneamente al figlio Adalberto ed alla suocera Margherita. Ernesto seguì sua moglie nell'agosto di due anni dopo. Si disse che il loro figlio Federico, detto il Saffio avesse scritto allo Spalatino di aver cavalcato da un funerale all'altro.

## Discendenza
- Cristina (1461–1521), sposò nel 1478 Giovanni di Danimarca;
- Federico il Saggio (1463–1525), principe elettore di Sassonia;
- Adalberto (1467–1484), amministratore della diocesi di Magonza;
- Giovanni il Costante (1468-1532), elettore di Sassonia;
- Margherita, sposò nel 1487 Enrico I di Brunswick-Lünenburg;
- Wolfgang (1473–1478);

## Ascendenza
|                                     |                                    |                                    | Genitori                            |  |  | Nonni |  |  | Bisnonni               |  |  | Trisnonni             |  |
|                                     |                                    |                                    |                                     |  |  |       |  |  | Giovanni II di Baviera |  |  | Stefano II di Baviera |  |
|                                     |                                    |                                    |                                     |  |  |       |  |  | Giovanni II di Baviera |  |  | Stefano II di Baviera |  |
|                                     |                                    | Isabella d'Aragona                 |                                     |  |  |       |  |  | Giovanni II di Baviera |  |  |                       |  |
| Ernesto di Baviera-Monaco           |                                    |                                    |                                     |  |  |       |  |  | Giovanni II di Baviera |  |  |                       |  |
|                                     |                                    | Caterina di Gorizia                | Mainardo VI di Gorizia              |  |  |       |  |  |                        |  |  |                       |  |
|                                     |                                    | Caterina di Gorizia                | Mainardo VI di Gorizia              |  |  |       |  |  |                        |  |  |                       |  |
|                                     |                                    | Caterina di Gorizia                | Caterina di Pfannenberg             |  |  |       |  |  |                        |  |  |                       |  |
| Alberto III di Baviera              |                                    | Caterina di Gorizia                |                                     |  |  |       |  |  |                        |  |  |                       |  |
|                                     |                                    | Bernabò Visconti                   | Stefano Visconti                    |  |  |       |  |  |                        |  |  |                       |  |
|                                     |                                    | Bernabò Visconti                   | Stefano Visconti                    |  |  |       |  |  |                        |  |  |                       |  |
|                                     |                                    | Bernabò Visconti                   | Valentina Doria                     |  |  |       |  |  |                        |  |  |                       |  |
| Elisabetta Visconti                 |                                    | Bernabò Visconti                   |                                     |  |  |       |  |  |                        |  |  |                       |  |
|                                     |                                    | Beatrice Regina della Scala        | Mastino II della Scala              |  |  |       |  |  |                        |  |  |                       |  |
|                                     |                                    | Beatrice Regina della Scala        | Mastino II della Scala              |  |  |       |  |  |                        |  |  |                       |  |
|                                     |                                    | Beatrice Regina della Scala        | Taddea da Carrara                   |  |  |       |  |  |                        |  |  |                       |  |
| Elisabetta di Baviera               |                                    | Beatrice Regina della Scala        |                                     |  |  |       |  |  |                        |  |  |                       |  |
|                                     | Alberto I di Brunswick-Grubenhagen | Ernesto I di Brunswick-Grubenhagen |                                     |  |  |       |  |  |                        |  |  |                       |  |
|                                     | Alberto I di Brunswick-Grubenhagen | Ernesto I di Brunswick-Grubenhagen |                                     |  |  |       |  |  |                        |  |  |                       |  |
|                                     | Alberto I di Brunswick-Grubenhagen | Adelheid von Everstein             |                                     |  |  |       |  |  |                        |  |  |                       |  |
| Erich I di Braunschweig-Grubenhagen | Alberto I di Brunswick-Grubenhagen |                                    |                                     |  |  |       |  |  |                        |  |  |                       |  |
|                                     |                                    | Agnese I di Brunswick-Lüneburg     | Magnus II di Brunswick-Wolfenbüttel |  |  |       |  |  |                        |  |  |                       |  |
|                                     |                                    | Agnese I di Brunswick-Lüneburg     | Magnus II di Brunswick-Wolfenbüttel |  |  |       |  |  |                        |  |  |                       |  |
|                                     |                                    | Agnese I di Brunswick-Lüneburg     | Caterina di Anhalt-Bernburg         |  |  |       |  |  |                        |  |  |                       |  |
| Anna di Braunschweig-Grubenhagen    |                                    | Agnese I di Brunswick-Lüneburg     |                                     |  |  |       |  |  |                        |  |  |                       |  |
|                                     |                                    | Ottone I di Brunswick-Göttingen    | Ernesto I di Brunswick-Göttingen    |  |  |       |  |  |                        |  |  |                       |  |
|                                     |                                    | Ottone I di Brunswick-Göttingen    | Ernesto I di Brunswick-Göttingen    |  |  |       |  |  |                        |  |  |                       |  |
|                                     |                                    | Ottone I di Brunswick-Göttingen    | Elisabetta d'Assia                  |  |  |       |  |  |                        |  |  |                       |  |
| Elisabetta di Brunswick-Göttingen   |                                    | Ottone I di Brunswick-Göttingen    |                                     |  |  |       |  |  |                        |  |  |                       |  |
|                                     |                                    | Margherita di Berg                 | Guglielmo II di Berg                |  |  |       |  |  |                        |  |  |                       |  |
|                                     |                                    | Margherita di Berg                 | Guglielmo II di Berg                |  |  |       |  |  |                        |  |  |                       |  |
|                                     |                                    | Margherita di Berg                 | Anna del Palatinato                 |  |  |       |  |  |                        |  |  |                       |  |
|                                     |                                    | Margherita di Berg                 |                                     |  |  |       |  |  |                        |  |  |                       |  |